# Resolução 123 do Conselho de Segurança das Nações Unidas
Resolução 123 do Conselho de Segurança das Nações Unidas, foi aprovada em 21 de fevereiro de 1957, após o conflito em Jammu e Caxemira se intensificar. O Conselho solicitou que o Presidente do Conselho de Segurança visitasse o subcontinente e, junto com os governos da Índia e do Paquistão, para examinar quaisquer propostas que eram susceptíveis a contribuir para a resolução do litígio. O Conselho solicitou que ele informasse a eles, até 15 de abril, e o relatório resultante formou a base da Resolução 126 do Conselho de Segurança das Nações Unidas, que foi aprovada em dezembro do mesmo ano.
Foi aprovada com 10 votos, a União Soviética se absteve.